# 冷楚
冷楚（1899年—1962年6月17日），原名杨述孝，字曙晓（一作笔名曙晓），曾化名杨洁斯（或杨洁思）、朱子贞、杨舒朝、老吕等，男，直隸易州（今河北易县）人，中华民国大陆时期及中华人民共和国时期的中国共产党政治人物。
冷楚是中国共产党早期的地方领导人之一，早年先后在绥远、河北、河南、北平、天津等地参与中共地下党的工作，领导过1927年归绥县城南的孤魂滩事件、1935年北平的一二·九运动等。抗日战争时期，冷楚自保定赴山西太行山一带，参与中国共产党领导的抗日工作。1949年，在太行军区组建中国人民解放军长江支队，被任命为总负责人，率部南下接管新解放区。中华人民共和国成立后，在福建任中共福建省委党校校长、组织部长，1954年一度调往上海任华东行政委员会人事局局长。1956年因病调往北京，在中央政法干部学校担任领导职务，1962年因心脏病逝世。

## 生平

### 早年

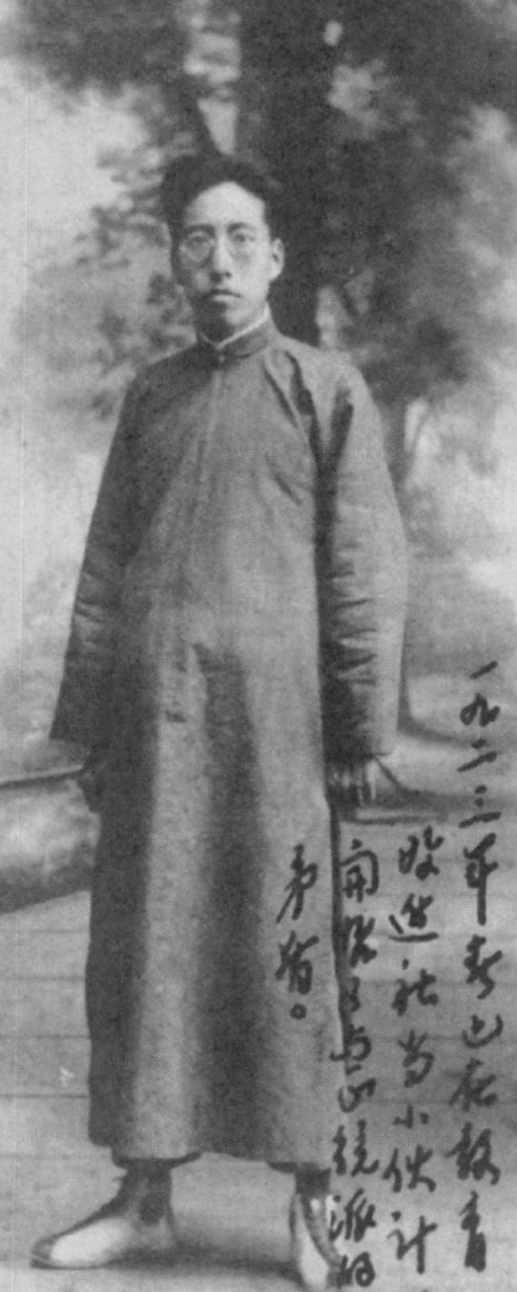
1923年的杨述孝（冷楚）

冷楚本名杨述孝，他出生的家庭原是书香门第，但因杨述孝的祖父曾参加义和团运动，他的家被清廷查抄，从而家道中落。杨述孝5岁时，其母被同族财主羞辱，被逼得几近自杀。因为家境贫寒，杨述孝只读过三年私塾。到十五岁时，他的父亲病逝，杨述孝被迫外出务工，他先是在北京的眼镜店做过学徒工，后辗转赴山东等地，做过盐务警察等工作。
1922年，杨述孝返回北京，在中华印刷局谋得一份校对的工作，在工作中，他通过校对北京大学李泰棻教授翻译的《西洋大历史》接触到了西方的文化，与此同时，杨述孝自学英语、古典名著和数学，得到了李泰棻的赏识，李泰棻由是将杨述孝聘为自己的私人文稿誊写人。
1923年，杨述孝考入北京教育改进社，担任统计助理员一职。在改进社任职期间，杨述孝阅读了很多进步报刊，接触到有关辛亥革命与五四运动的一些思想。其后，杨述孝通过李泰棻结识了在中国传播马克思主义的李大钊，在偶然读到列宁的著作后，杨述孝接受了李大钊传播的马克思主义。与此同时，改进社的杨大可希望介绍杨述孝加入中國國民黨，但杨述孝以“这个革命（三民主义）不如俄国的劳农革命彻底”为由拒绝了。

### 投身中国共产党运动
1924年，李泰棻调任绥远省教育厅厅长，经李泰棻介绍，杨述孝在是年冬天亦调往绥远省教育厅任职。任职期间，杨述孝结识了中共党员路作霖，并在路作霖的住处阅读到了布哈林编著的《共产主义ABC》，深受震撼。自此杨述孝坚定了共产主义路线，请求路作霖介绍他加入中国共产党。1926年3月，杨述孝加入中国共青团，并于6月转为中共党员。中共绥远地委本打算推荐杨述孝赴苏联学习，但因误期而未能成行。
杨述孝在绥远之初，绥远地区由晉系軍閥控制，晋系在当地收缴大量苛捐杂税以供养军队。1925年，中共绥远地委与中国国民党人合作，在绥远建立了绥远农民协会，吸收了大量农民参与。国民党归绥党部、中共绥远地委和农会、工会负责人集中商议，决定发动一场大规模游行示威。3月28日，国共两党成员与农民以“鸡毛传信”的方式联络，集合在归绥城南的“孤魂滩”（流浪者的尸体大多埋藏在这里，故称孤魂滩）示威。杨述孝在地委的指示下，参与了孤魂滩事件的组织，杨述孝亦在示威中加入队伍一同游行。
孤魂滩事件是第一次国共合作期间国共两党在少数民族地区发动的规模最大的反军阀斗争运动，这件事的结果是政商界被迫同意减免了部分苛政，裁撤了清丈局。该事件亦推动了绥远地区中国共产党革命情势的迅速发展。在孤魂滩事件前后，杨述孝参与跨党工作，以共青团绥远地委书记的身份兼任国民党绥远党部宣传部长。

### 第一次入狱及越狱
四·一二政变后，由于共产党被捕的党员变节招供，路作霖与杨述孝等人被列入“清党”名单中，受到綏遠省政府的通缉。路作霖本人也在后期被捕后选择向国民政府自首，但杨述孝仍坚持在地委工作。1927年9月，中共绥远地委召开紧急会议，决定派遣杨述孝赴北平向中共中央北方局汇报工作，但杨述孝在路途中被捕。与杨述孝偕行的共青团团绥远地委其他三位负责人丁钰文、张国霖、崔文斌在被捕后均自首，但杨述孝销毁文件后拒绝自首，在受审时继续发表演讲，传播共产主义思想，绥远特别法庭遂判处他死刑。
然而，杨述孝在法庭上的表现引起了审判处处长王荣欣与典狱长刘泽长的同情，又因为王荣欣家乡在河北新城县，与杨述孝的家乡相邻，于是王荣欣与刘泽长在几次接触杨述孝后，决定偷偷释放他。由于杨述孝是被清党委员会羁押，并无关于他的案卷，加之奉軍即将占领绥远，商震率领的晋军即将撤往山西，王荣欣便想出办法：“若奉系军阀问起来，就说他让晋军带走了；若晋军问起来，就说他让奉系军阀处决了。”在某天晚上，刘泽长为杨述孝准备了长袍和礼帽，杨述孝乔装后翻墙逃离了监狱，逃离前，刘泽长希望杨述孝给他留下姓名，杨述孝面外面的皑皑白雪，想起了中共当下的低谷处境，于是对刘泽长说：“你就叫我冷楚吧。”逃离监狱后，杨述孝的余生都使用“冷楚”这个名字，他的后代也以冷为姓。:21

### 在平津冀豫一带活动
在狱中的八个月，冷楚的身体受到了极大的损害，罹患全身性关节炎。越狱后的冷楚回到家乡易县后部村，后于1928年6月应其堂弟（于冯玉祥部第八师任职）之邀赴河南洛阳，在当地休养了一个多月。在休养期间，冷楚的堂弟请他到石友三处任秘书主任，后又给他谋得了担任县长的机会，但冷楚拒绝了这些邀请。不久后，冷楚听说原为中共在绥远的地下党成员刘贯一现在在开封，遂急赴开封，在刘贯一的报告下成功回归中共党组织。
1928年8月，中共河南省委安排冷楚赴新乡县组建中共党支部，并担任县委书记。10月，冷楚在新乡赴开封汇报工作的过程中被国民党发现，遂临时改道前往北平。1929年，在保定第二师范学校中共党籍学生何荫庭的介绍下，冷楚辗转来到河北枣强县的县立女子讲习所任教，由于在任教时在学生中传播马列主义思想，冷楚遭到国民党县党部的排挤，被迫离开枣强。1930年2月，冷楚受中共党组织指派，前往河北南宫县，在南宫中学任国文教员，在中学内及南宫师范讲习所内建立中共支部，后于4月建立了中共南宫县委，并自任书记。
在南宫中学领导多次学生运动后，冷楚引起校长魏灿东的注意，魏灿东随后到平津地区调查冷楚的身份，发现了冷楚的共产党员身份，魏灿东遂拍急电向南宫县政府告发此事，县政府收到消息后，决定抓捕冷楚，但冷楚很快通过南宫女子高中的校长和《南宫周报》社的工作人员先一步得知了该消息，于是冷楚迅速决定撤离南宫，在学生宋之光的掩护下步行撤回北平，并在临行前将党务交给了宋之光。在一段时间内保持与南宫党支部的联系后，冷楚将南宫党支部移交给中共直南特委管辖下的中共威县县委，并将南宫县委改组为威县县委的特别支部。
1930年冬，抵达北平的冷楚开始投身门头沟地区的工人运动之中，先后在煤矿区、抽水机厂和英商所办的矿厂中组织赤色工会，发动工人运动。1931年1月，中共北平市委召开第一次党代表大会，冷楚以门头沟赤色工人代表的身份参会，在会议中被选为市委委员。3月，中共北平市委遭到破坏，冷楚转移到保定活动，在保定第二师范学校教书，后于7月回到北平，在市委负责人李兴唐的协助下重新接上组织关系，进入北平东城区委工作。1932年7月，冷楚和区委宣传部长聂真等人赴河南滑县活动，领导当地盐民组建“滑县盐民联合会”，其后组建了中共滑县地方工作委员会。同年10月，因滑县的中共党组织遭人供出，冷楚等人回到北平，不久后当选为反帝大同盟河北省委委员，并在北平、天津一带参加反帝大同盟的活动。
1933年3月，冷楚被委任为中共保属特委书记，1934年转任中共北平市委组织部长，代理市委书记。1935年，时任北平临时工委成员的冷楚参与发动反对国民政府“攘外必先安內”政策，并要求国共一致抗日的一二·九运动，由于冷楚有组织工人运动经验，且坚持要由中共党组织领导这次学生运动，被安排负责组织宣传的工作，还与妻子一起抱着1岁的女儿冷允澈一同上街游行。

### 第二次入狱及越狱
1936年1月，冷楚被调往天津市委工作。3月，中共中央北方局决定扩大其活动范围，任命冷楚为拟建立的中共晋察冀特区书记，冷楚遂离开天津，携中国共产党在1935年8月1日发表的八一宣言文件向山西太行山区转移。然而，冷楚在路过家乡河北易县的练台村时被同乡人认出，其携带的八一宣言也在枕头中被搜出，冷楚随即被军警逮捕。在审讯与羁押过程中，冷楚担心自己被更多同乡人认出，宣称自己只是普通的工人，并以自己被认定为政治犯为由要求将自己转移到省级监狱，其后冷楚被转移到保定第四高等法院看守所（当时的河北省会为保定市）。由于冷楚始终未暴露其共产党员身份，法院最终以“宣传与三民主義不相容之主义”判处冷楚无期徒刑（一说有期徒刑六年）。在狱中，冷楚领导狱友以绝食抗议监狱生活，迫使监狱给冷楚及其狱友改善了饮食。

### 在太行军区工作

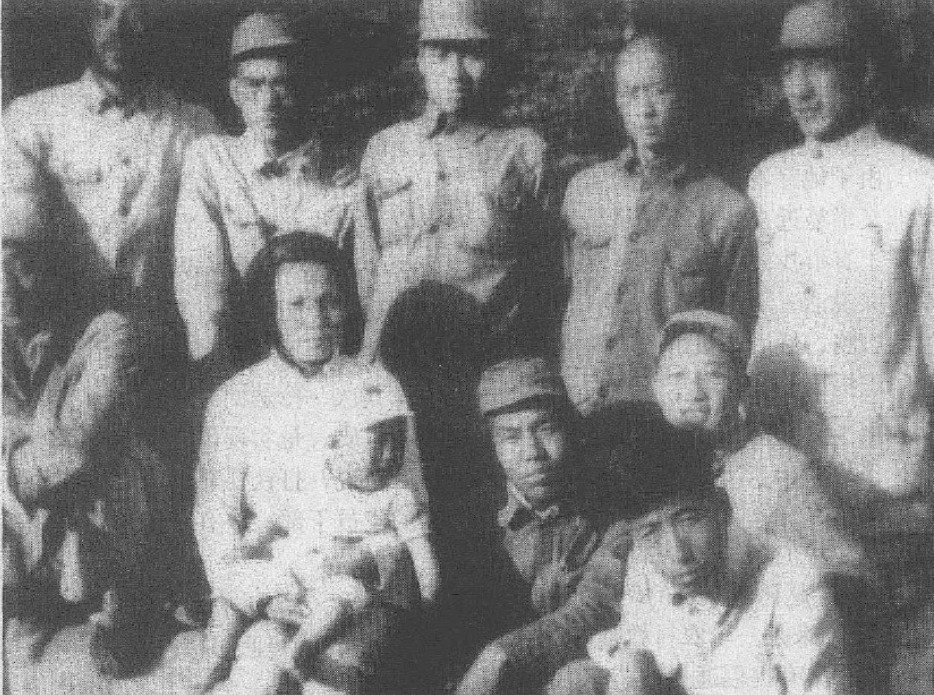
在太行军区的冷楚（右下角第一位）

1937年卢沟桥事变后，日军大举进攻华北地区，距北平较近的保定国军撤离保定，监狱的犯人也发生了暴动，冷楚借此机会趁乱逃离监狱。冷楚随后步行十天十夜到达太行山，进入中国共产党的控制区。因狱中受到了刑罚，加之奔波途中过度劳累，冷楚在抵达太行山后心脏病突然发作，当地基层共产党员因不认识冷楚，不敢贸然将其送进医院，直到区党委书记陶希晋认出冷楚，急忙指示“一定要把他救活”，冷楚才得到治疗并脱离生命危险。此后，冷楚留在山西太行山区参加了抗日工作。
1937年10月初，冷楚到山西的战地动员委员会参加群众工作，翌年春调到八路军第129师政治部，后调往中共冀豫晋省委，经同为北平地下党成员、时任省委书记李雪峰的考察后，冷楚的党组织关系得以恢复。晉冀魯豫抗日根據地成立后，冷楚负责组建根据地的区党委党校，在党校成立后担任教务长，后升任党校校长。不久，冷楚被调往晋冀豫区第二地委，先后担任宣传部长、地委副书记、太行军区第二军分区副政委和城市工作部长等职务，参加了反抗日军扫荡的战斗。不久后，冷楚被调往太行区第四地委，担任地委书记。1943年秋，中共党组织将冷楚调回太行区党委党校任校党委书记，并领导了党校的整风运动。
1945年抗日战争结束，冷楚调任太行区第一地委书记、第一军分区政委，翌年升入太行区党委任宣传部长，1947年秋，升任太行区委副书记，翌年10月接替赖若愚担任区委书记。1949年4月，中国人民解放军接管太行全区。

### 组建长江支队及南下

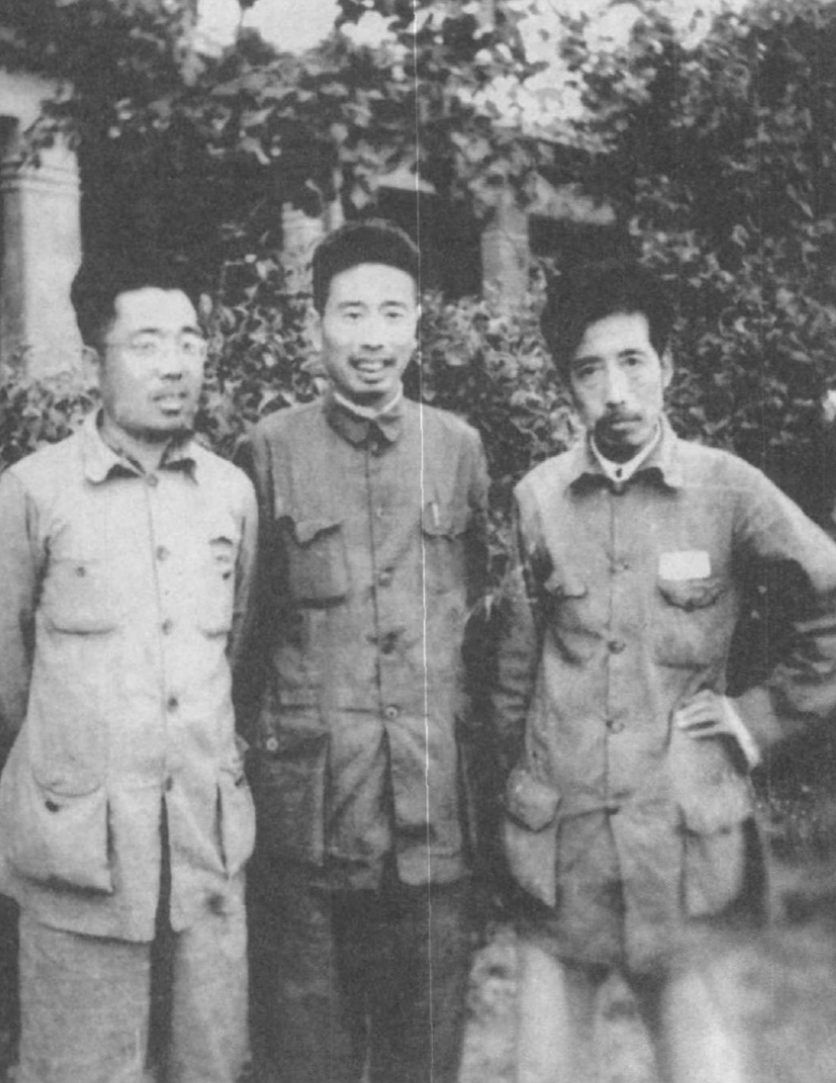
右起为冷楚、宋任穷和彭涛，1949年摄于南京

为做好接管新解放区的准备，冷楚、周璧等中共太行、太岳军区干部应中共中央要求，在两区内组建了中国人民解放军长江支队，隶属于第二野战军，这也是中国人民解放军最后一支以“支队”为番号的部队，冷楚担任党委书记。出发前，冷楚、周璧与陶鲁笳到北平会见了毛泽东和朱德，毛泽东向冷楚等人分析了中共的经济政策，冷楚等人回到山西后，于4月23日在武安召开南下干部大会，宣布南下干部团将前往华东地区，在中共中央华东局的领导下接管苏南地区的政权。翌日，长江支队干部正式出发南下。:43-50
由于冷楚在两次的入狱经历中遭受了较大的身心冲击，身体一直不好，在南下途中，冷楚在乘坐火车即将抵达上海时再次突发心脏病，性命垂危，被其他人抬上床板，紧急送往就近的解放军陆军医院治疗，5月23日，长江支队离开南京先行继续南下，冷楚到玄武湖疗养，刘伯承甚至命令称若治不好冷楚不许放行。长江支队由于行军速度较慢，苏南已被其他部队接管，经商议，中共中央华东局决定让长江支队继续南下接管福建:24，61-68。1949年6月19日，中国共产党福建省委员会在苏州的江苏按察使署旧址内正式成立，张鼎丞任首任省委书记，冷楚为省委委员之一。
在疗养数天后，冷楚为能正常到福建赴任，谎称自己已经病愈，骑毛驴、乘吉普车，历经10天抵达福建。此时，长江支队干部已与闽浙赣省委一同编入中共福建省委，并正式撤销番号:81。1950年，冷楚转任中共福建省委常委、组织部部长、党校校长，领导了福建的三反五反运动和土地改革工作。第二次国共内战末期，太原被中国人民解放军接管，时任太原绥靖公署战犯管理所所长的刘泽长被解放军逮捕，为寻求帮助，刘泽长讲述了他当年释放杨述孝（冷楚）的经历，太原警方遂南下福建找到冷楚，冷楚当即写下证明信，太原公安亦因此对刘泽长作宽大处理。在冷楚病危的1960年，刘泽长曾到北京再次见到冷楚，也在他去世后参加了他的葬礼。经刘泽长一事，冷楚也试图在公安系统中寻找王荣欣的情况，但后来才得知王荣欣已经去往了台湾。

### 晚年

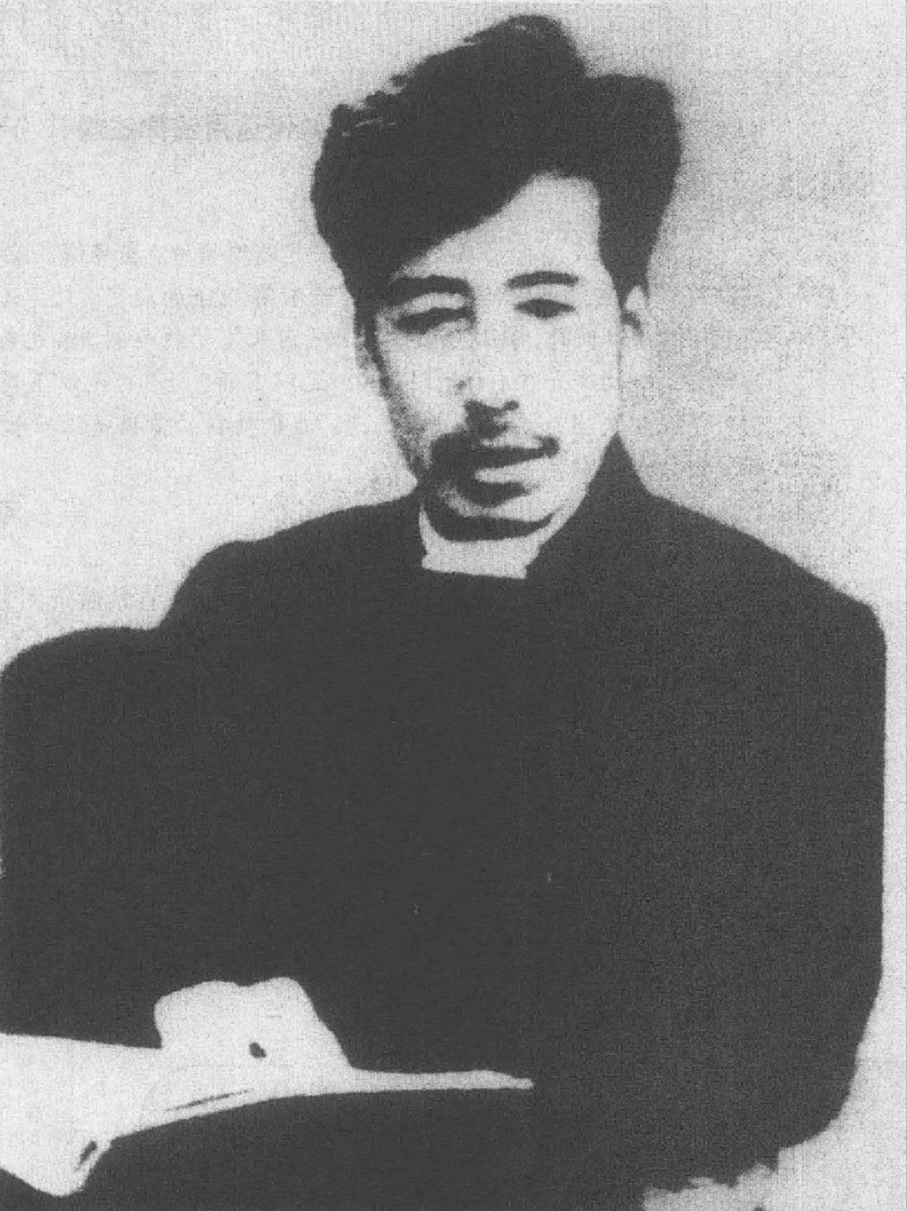
1956年的冷楚

1953年，冷楚一度被调往上海，任华东行政委员会人事局局长。1956年6月，冷楚因病被调到北京中央政法干部学校，先后任副教务长、教务长，1956年彭真辞去兼职的校长一职后，冷楚升任第一副校长、党委第二书记。1958年，冷楚再次遭受心脏病的打击，一时无法工作，却不愿意住院而是在家养病，稍有恢复便重新投身工作。1962年6月17日，在遭受心脏病的多次打击下，冷楚又突发急性肠炎，最终因医治无效而逝世，享年63岁。

## 身后
冷楚临终前，留下了将自己收藏的3000多册图书捐给干校图书馆，和将遗体送给医院作科学研究的两条遗言。冷楚去世后，医院在解剖冷楚遗体时，发现冷楚的内脏已有多处坏死，乃至缺水乾腐，能活到1962年已是医学奇迹。遗体火化后，冷楚的骨灰被葬入八宝山革命公墓。在中央政法干校的申请下，中共中央组织部特别授予冷楚“烈士”的称号，以纪念冷楚一生所作出的贡献。

## 家庭

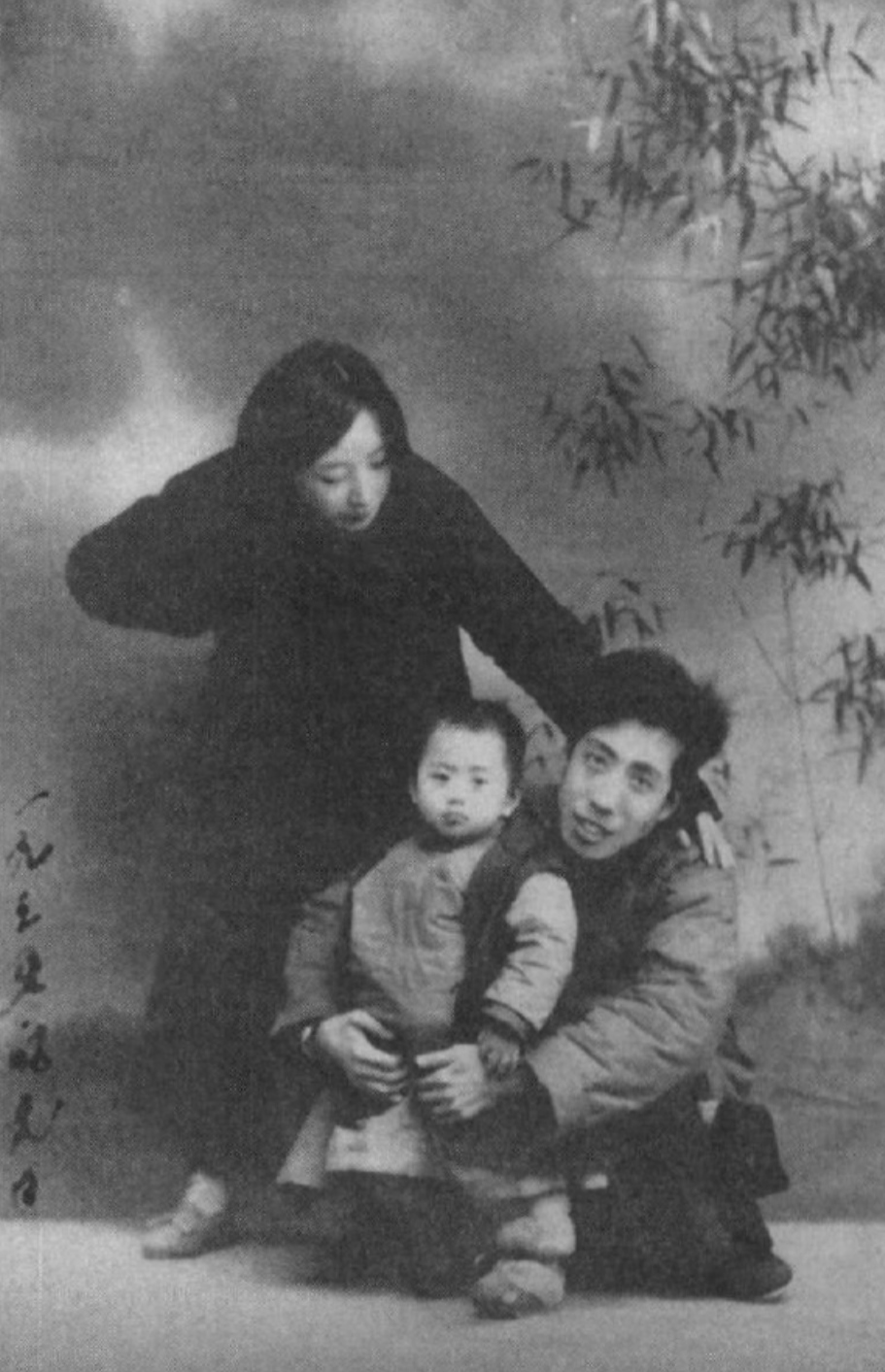
1935年春，冷楚与妻女在一起

冷楚的祖父是杨从厚，曾担任易州西关义和团司账，1901年被清政府悬赏通缉，杨家因此遭到抄家，家道中落；冷楚的父亲杨伯川在冷楚年幼时也去了其他地方，到冷楚7岁时才回到家中，后在冷楚15岁时去世:32-33。冷楚的妻子是杨青萍（也有文献称他的妻子是石湘君:31），两人在1930年代前后结婚，于1934年育有一女冷允澈。

## 著作
冷楚早年写过一些诗文，也创作过一些小说，他被关押在狱中就时常写诗，1930年，冷楚创作的《芝妹之死》、《耘归之息》等小说曾在北平发表:48。1942年—1947年，冷楚在太行军区工作期间留下了一些著述与演讲稿，如《长治工作的初步研究提纲》（发表于1942年11月15日）、《四分区的粮食斗争与政治攻势》（在太行分区高干会上的发言，发表于1943年2月2日）、《我们如何研究了“评中国之命运”》（首次出版于1943年10月）、《学风学习中的干部思想及如何打造思想的问题》（出版于1943年11月20日）、《区党委党校整风第二期的总结》（发表于1944年1月11日）和《整编队伍的基本总结》（在太行代表团大会上的报告，作于1947年12月23日）等。